# Amance (Haute-Saône)
Amance település Franciaországban, Haute-Saône megyében. Lakosainak száma 668 fő (2022. január 1.). Amance Senoncourt, Baulay, Buffignécourt, Faverney és Menoux községekkel határos.

## Népesség
A település népességének változása:
| Lakosok száma | 709  | 674  | 670  | 652  | 663  | 656  | 660  | 664  | 668  |
|               | 2013 | 2015 | 2016 | 2017 | 2018 | 2019 | 2020 | 2021 | 2022 |